# ياماتو ناديشيكو تشيشي هينغي
ياماتو ناديشيكو تشيشي هينغي هو أنمي ياباني من فئة الكوميدي الرومنسي.

## نبذة
أربعة طلاب جامعيين وسيمين تكلفهم صاحبة المنزل الذي يستأجرونه بتحويل ابنة أخيها ناكاهارا سوناكو إلى سيدة محترمة مقابل العيش في المنزل بدون دفع الإيجار، كيوهي، يوكي، تاكيناغا ورانمارو يعتقدون بأن مهمتهم لن تكون صعبة إلى أن يقابلو سوناكو الفتاة المحبة للرعب الكارهة لكل ما هو جميل والتي أصبحت غريبة الأطوار بسبب رفضها من قبَل الشاب الذي تحب ونعته لها بالقبيحة، لكن الشبان الأربعة لن يستسلمو وسيحاولون تحويل سوناكو إلى سيدة يابانية مثالية للظفر بالإيجار المجاني.

## الممثلين
Kamenashi Kazuya—Takano Kyohei

Tegoshi Yuya—Toyama Yukinojo

Oomasa Aya—Nakahara Sunako

Uchi Hiroki—Oda Takenaga

Miyao Shuntaro (宮尾俊太郎) -- Morii Ranmaru

Hamada Tatsuomi (濱田龍臣) -- young Ranmaru

Kato Seishiro—Nakahara Takeru

Kanbe Ranko—Kasahara Noi
 (Osugi Ren—Shinichi (cafe master

Takashima Reiko—Nakahara Mine

## بعد العرض
نسبة المشاهدة
- الحلقة الأولى : 12.1%
- الحلقة الثانية : 9.3%
- الحلقة الثالثة : 7.6%
- الحلقة الرابعة : 5.2%
- الحلقة الخامسة : 8.5%
- الحلقة السادسة : 7.0%
- الحلقة السابعة : 7.6%
- الحلقة الثامنة : 9.2%
- الحلقة التاسعة : 7.8%
- الحلقة العاشرة : 7.9%
- نسبة المشاهدة الإجمالية : 8.22%

## الموقع الرسمي للدراما
- Yamato Nadeshiko Shichi Henge

## روابط خارجية
- ياماتو ناديشيكو تشيشي هينغي على موقع IMDb (الإنجليزية)
- ياماتو ناديشيكو تشيشي هينغي على موقع كينوبويسك (الروسية)
- ياماتو ناديشيكو تشيشي هينغي على موقع قاعدة بيانات الفيلم (الإنجليزية)
- ياماتو ناديشيكو تشيشي هينغي على موقع ANN anime (الإنجليزية)
- ياماتو ناديشيكو تشيشي هينغي على موقع ANN manga (الإنجليزية)